# Giordania subventricosa
Giordania subventricosa  (лат.) — вид одиночных ос (Eumeninae).

## Распространение
Мадагаскар.

## Описание
Одиночные осы мелких размеров (менее 1 см). По некоторым признакам вид похож на одиночных ос Giordania nigra Gusenleitner, 1995, от которого отличается как минимум двумя желтоватыми перевязями на первых тергитах брюшка (у второго вида только одна красноватая перевязь). Первоначально вид был описан под названием Odynerus subventricosa Giordani Soika, 1941. Род похож на Malagassodynerus Gusenleitner, 1992. Название рода дано в честь гименоптеролога профессора Dr. A. Giordani-Soika, крупнейшего специалиста по осам.